# Zamek w Langeais
Zamek w Langeais (fr. Château de Langeais) – zamek położony w miejscowości Langeais we Francji, w departamencie Indre i Loara. Zaliczany do Zamków nad Loarą.

## Historia
Zamek w Langeais został zbudowany w X wieku przez hrabiego Andegawenii, Fulko III Czarnego. Zamek pełnił wówczas rolę fortecy, chroniąc miasto Langeais przed intruzami.
Za czasów władania Ryszarda I Lwie Serce, fortyfikacje zamku zostały znacząco rozbudowane a zamek osiągnął status ważnego punktu obronnego. W 1206 roku Château de Langeais zostało odbite przez ówczesnego króla Francji, Filipa II Augusta. W czasie trwania wojny stuletniej zamek został całkowicie zniszczony przez wojska angielskie.
Zamek został odbudowany za czasów rządów króla Ludwika XI. Styl, w którym zamek został odbudowany, prezentuje jeden z najlepszych przykładów ówczesnej średniowiecznej architektury. Nowo zbudowany zamek posiada liczne wieże kominowe, co w owych czasach było dość powszechne w budynkach o podobnej strukturze.
Wielka sala zamkowa w Château de Langeais była miejscem ślubu oraz wesela Anny Bretońskiej z królem Francji, Karolem VIII Walezjuszem. Małżeństwo to zapoczątkowało permanentną unię pomiędzy Bretanią a Francją.
W 1886 roku zamek został kupiony przez Jacques’a Siegfrieda. Wówczas rozpoczęły się prace restauracyjne nad przywróceniem zamkowi dawnej świetności. W ramach programu restauracyjnego została odbudowana część oryginalna zamku, a także powiększono zbiory obrazów, rzeźb oraz innych przedmiotów dekoracyjnych wewnątrz budynku. Po zrealizowaniu części planów odbudowy Siegfried oddał zamek w ręce Instytutu Francuskiego, który jest jego właścicielem do dziś.
Zamek w Langeais posiada status monument historique, dzięki czemu podlega ochronie przez Francuskie Ministerstwo Kultury.